# Chaos (esogeologia)

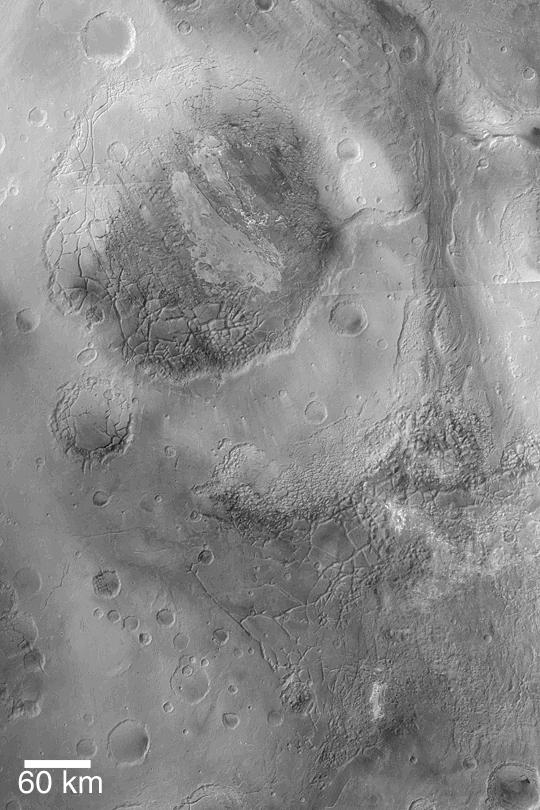
L'Aram Chaos su Marte, un esempio di zona irregolarmente strutturata che ha dato origine alla definizione di zona caotica.

Chaos, da cui Regione caotica o Zona caotica, è un termine latino, derivante dal greco, utilizzato comunemente in esogeologia per descrivere regioni sconnesse e geologicamente disordinate sulla superficie dei corpi celesti. Le regioni caotiche si originano generalmente a causa di un affondamento irregolare del terreno; la superficie appare in questi casi frantumata in blocchi dai contorni irregolari.
Il termine chaos è stato applicato finora a formazioni presenti sulla superficie di Marte e di Europa, uno dei satelliti naturali di Giove.

## Convenzioni di nomenclatura
- Europa: le regioni caotiche prendono il nome da località presenti nella mitologia irlandese.
- Marte: le regioni caotiche mantengono i nomi classici precedentemente utilizzati per designare le regioni circostanti.[2]

## Regioni caotiche
Su Europa
- Arran Chaos
- Conamara Chaos
- Dinrigh Chaos
- Goirias Chaos
- Leix Chaos
- Murias Chaos
- Narberth Chaos
- Rathcroghan Chaos
- Rathmore Chaos

Su Marte
- Aeolis Chaos
- Aram Chaos
- Aromatum Chaos
- Arsinoes Chaos
- Atlantis Chaos
- Aureum Chaos
- Aurorae Chaos
- Baetis Chaos
- Candor Chaos
- Caralis Chaos
- Chryse Chaos
- Echus Chaos
- Eos Chaos
- Erythraeum Chaos
- Galaxias Chaos
- Ganges Chaos
- Gorgonum Chaos
- Hellas Chaos
- Hydaspis Chaos
- Hydraotes Chaos
- Hydrae Chaos
- Iamuna Chaos
- Iani Chaos
- Ister Chaos
- Margaritifer Chaos
- Nia Chaos
- Nilus Chaos
- Oxia Chaos
- Pyrrhae Chaos
- Xanthe Chaos